# Cheung Ka Long
Cheung Ka Long (conocido como Edgar Cheung; en chino: 張家朗, Hong Kong, 10 de junio de 1997) es un deportista hongkonés que compite en esgrima, especialista en la modalidad de florete.
Participó en dos Juegos Olímpicos de Verano, obteniendo dos medallas de oro, en Tokio 2020 y París 2024, ambas en la prueba individual.
Ganó dos medallas de bronce en el Campeonato Mundial de Esgrima, en los años 2022 y 2023.
Fue el abanderado de Hong Kong en las ceremonias de apertura de los Juegos Olímpicos de Tokio 2020 (con la jugadora de bádminton Tse Ying Suet) y París 2024 (con la  nadadora Siobhan Haughey).
En 2022 fue condecorado con la Estrella Plateada de Bauhinia (SBS).

## Palmarés internacional
| Juegos Olímpicos   | Juegos Olímpicos  | Juegos Olímpicos  | Juegos Olímpicos    |
| Año                | Lugar             | Medalla           | Prueba              |
| ------------------ | ----------------- | ----------------- | ------------------- |
| 2020               | Tokio (Japón)     | Medalla de oro    | Florete individual  |
| 2024               | París (Francia)   | Medalla de oro    | Florete individual  |
| Campeonato Mundial |                   |                   |                     |
| Año                | Lugar             | Medalla           | Prueba              |
| 2022               | El Cairo (Egipto) | Medalla de bronce | Florete individual  |
| 2023               | Milán (Italia)    | Medalla de bronce | Florete por equipos |